# Philadelphia Eagles
Die Philadelphia Eagles sind eine American-Football-Mannschaft der US-amerikanischen Profiliga National Football League (NFL) aus Philadelphia, Pennsylvania. Sie gehören gemeinsam mit den Dallas Cowboys, den New York Giants und den Washington Commanders der Eastern Division innerhalb der National Football Conference (NFC) an. Seit 2003 trägt das Team seine Heimspiele im Lincoln Financial Field aus, das 68.532 Zuschauer fasst.

## Geschichte
Im Jahr 1933 konnte eine Gruppe von Investoren unter Führung von Bert Bell und Lud Wray für 2500 US-Dollar eine NFL-Lizenz erwerben. Die ursprünglichen Inhaber dieser Lizenz, die Frankford Yellow Jackets, hatten Ende 1931 den Spielbetrieb eingestellt. Man änderte den Namen in Philadelphia Eagles und trat, zusammen mit den Pittsburgh Steelers und den Cincinnati Reds, am 8. Juli 1933 offiziell als neues Team der NFL bei.
Im Jahr 1943 sahen sich die Eagles aufgrund des Zweiten Weltkriegs gezwungen, sich mit den Pittsburgh Steelers zusammenzuschließen. Die Mannschaft trat in dieser Saison als Philadelphia-Pittsburgh Steagles auf. Diese Fusion hielt jedoch nur eine Saison an; ab 1944 spielte das Team wieder unter dem alten Namen. Ende der 1940er Jahre konnten die Eagles unter Leitung von Head Coach Earle Neale und Runningback Steve Van Buren die ersten Erfolge erzielen. Während sie im Jahr 1947 noch an den Arizona Cardinals scheiterten, konnten sie sowohl im Jahr 1948 als auch im Jahr 1949 die NFL-Meisterschaft gewinnen. Den Eagles gelang es dabei, beide Male keinen Punkt zuzulassen.
Die dritte NFL-Meisterschaft gewannen die Eagles im Jahr 1960. Einen wesentlichen Anteil am Titelgewinn hatten die beiden heutigen Pro-Football-Hall-of-Fame-Spieler Norm Van Brocklin und Chuck Bednarik. Head Coach war zu dieser Zeit Buck Shaw.
Im Jahr 1969 wurden die Eagles von Leonard Tose für die Summe von 16.155.000 US-Dollar, damals eine Rekordsumme, aufgekauft. Seine erste Amtshandlung war die Entlassung des damaligen Trainers Joe Kuharich. Neuer Head Coach wurde Jerry Williams. Als im Jahr 1970 die NFL und die AFL zusammengelegt wurden, setzte man die Eagles in die NFC East. Im Jahr 1980 erreichten die Eagles zum ersten Mal den Super Bowl (Super Bowl XV), scheiterten jedoch knapp an den Oakland Raiders.
Tose verkaufte das Team im Jahr 1985 wieder für 65 Mio. US-Dollar. Neue Besitzer des Teams wurden Norman Braman und Ed Leibowitz.
Die 1980er Jahre waren, in erster Linie aufgrund sportliche Misserfolge, durch Fan-Unruhen überschattet. Im Jahr 1986 trat Buddy Ryan den Posten als Head Coach an und entfachte die gewohnte Fan-Unterstützung durch die Verjüngung des Teams. Zwischen 1988 und 1996 konnten die Eagles sich sechs von neun Mal für die Play-offs qualifizieren (allerdings nur einmal als Sieger der NFC East), gewannen jedoch auch nur zwei von insgesamt acht Spielen. Eine dieser sechs Niederlagen war im Jahr 1988 im bizarren Fog Bowl gegen die Chicago Bears. Allerdings entwickelten sich einige Stars wie Randall Cunningham und Keith Jackson; besonders hervorstechen konnte die Defensive Line mit Spielern wie Reggie White, Jerome Brown, Wes Hopkins und Eric Allen.
Am 6. Mai 1994 kaufte Jeffrey Lurie die Eagles von Norman Braman für 195 Mio. US-Dollar.
Wirklich erfolgreich wurde das Team um die Jahrtausendwende. Im Jahr 1999 wurde Head Coach Andy Reid eingestellt, sowie Quarterback Donovan McNabb nach Philadelphia geholt. Als Konsequenz erreichte das Team im Jahr 2000 wieder die Play-offs. Von 2001 bis 2004 konnten die Eagles vier Mal hintereinander die NFC East gewinnen. Während sie die ersten drei Jahre jeweils in den Play-offs scheiterten (2001 an den St. Louis Rams, 2002 an den Tampa Bay Buccaneers und 2003 an den Carolina Panthers), erreichte Reid mit dem Team im Jahr 2004 nach 24 Jahren endlich wieder den Super Bowl (Super Bowl XXXIX). Dort verloren sie jedoch gegen die New England Patriots mit 21:24.
Nach einer eher durch Verletzungen und Pech geprägten Saison 2005 konnten die Eagles im Jahr 2006 abermals als Division-Sieger die Play-offs erreichen, scheiterten jedoch später an den New Orleans Saints. Im Jahr 2007 gelang den Eagles nicht der Einzug in die Play-offs. Sie beendeten die Saison nach einer eher unterdurchschnittlichen Leistung mit jeweils acht gewonnenen und verlorenen Spielen auf dem vierten Platz.
Die Saison 2008 war eine Achterbahnsaison für die Eagles. In Woche elf erreichten sie gegen die Cincinnati Bengals ein 13:13-Unentschieden, was zuletzt einem Team im Jahr 2002 gelang. Die Play-off-Teilnahme sicherten sich die Eagles erst im letzten Saisonspiel, als sie den direkten Kontrahenten, die Dallas Cowboys, mit 44:6 besiegten und damit noch an den Cowboys vorbeizogen. Dort trafen die Eagles beim Wildcard-Play-off-Spiel auf die Minnesota Vikings, die sie mit 26:14 schlugen. Eine Woche später gelang ihnen gegen die Giants im Giants Stadium ein 23:11-Sieg. Im NFC Championship Game scheiterten sie allerdings an den Arizona Cardinals mit 25:32 und verloren somit das vierte von fünf NFC-Championship-Spielen in den letzten acht Jahren.
In der Saison 2012 verpassten die Eagles die Play-offs und Head Coach Reid wurde entlassen.
Am 16. Januar 2013 wurde als 21. Trainer Chip Kelly eingestellt, der vorher im College Football die Oregon Ducks der University of Oregon trainierte. Kelly wurde nach mäßigen Leistungen am 29. Dezember 2015 entlassen, eine Woche vor Ende der Regular Season der Saison 2015.
Nach der Saison wurde Doug Pederson, der damalige Offensive Coordinator der Kansas City Chiefs zum neuen Head Coach ernannt. Im darauffolgenden Draft hatten die Eagles den 13. Pick in der ersten Runde. Man tauschte jedoch mit anderen Teams die Draftrechte und einige Spieler, wodurch man sich am Ende den zweiten Pick in dem Draft sicherte. Mit diesen wählten die Verantwortlichen den Quarterback Carson Wentz aus, der zum Beginn der Saison 2016 zum Starting Quarterback ernannt wurde. Sam Bradford, der zuvor bei den Eagles Starting Quarterback war, wurde zu den Minnesota Vikings getauscht, da deren Quarterback Teddy Bridgewater für die Saison verletzt ausfiel.
Am 4. Februar 2018 gewannen die Eagles zum ersten Mal den Super Bowl. Angeführt vom späteren Super Bowl MVP Nick Foles setzten sie sich im Super Bowl LII mit 41:33 gegen Titelverteidiger New England Patriots durch.
Dennoch gingen die Eagles mit Carson Wentz als Starting Quarterback in die Saison 2018. Trotz einer zwischenzeitlichen Bilanz von 4–6 qualifizierten sie sich am letzten Spieltag noch für die Play-offs. Ab Woche 15 nahm Nick Foles – wie bereits in der Vorsaison – nach einer Verletzung von Wentz dessen Platz als Spielmacher ein. In der Wild Card Round gewannen die Eagles knapp bei den Chicago Bears mit 16:15, nachdem Defensive Tackle Treyvon Hester das Field Goal von Kicker Cody Parkey bei auslaufender Zeit blockte. In der Divisional Round unterlag die Mannschaft dann den New Orleans Saints trotz Führung zur Halbzeit mit 14:20. Nach der Saison wechselte Super Bowl MVP Nick Foles zu den Jacksonville Jaguars. Der Vertrag mit Carson Wentz, der das Franchise längerfristig anführen soll, wurde bis 2024 verlängert.
Eine durchwachsene Saison 2019 mit einer Bilanz von 9-7 reichte dennoch zum Gewinn der NFC East. In der Wild Card Runde verlor man mit 9:17 gegen die Seattle Seahawks. Im NFL Draft 2020 sorgte der Zweitrundenpick Quarterback Jalen Hurts für Aufsehen, da Wentz eigentlich noch einen Vertrag über fünf Jahre hatte. Eine sehr schwache Saison 2020 endete mit einer Bilanz von 4-11-1 und war damit die schlechteste der Eagles seit 2012. In der zweiten Halbzeit des Spiels bei den Green Bay Packers in Woche 13 kam Jalen Hurts erstmals länger zum Einsatz, da Wentz seit Wochen keine guten Leistungen zeigte. Hurts gelang es nicht mehr das Spiel zu drehen. In den verbleibenden vier Spielen, alle gegen Teams, die noch im Rennen um die Playoffs waren, holte er immerhin einen Sieg.  Nach dieser Saison entließen die Eagles Head Coach Doug Pederson.

## Wohltätigkeitsaktivitäten

### Eagles fly for Leukemia
Im Jahr 1971 erkrankte die Tochter des Eagles Tight End Fred Hill, Kim Hill, an Leukämie. Nach der Nachricht sprachen sowohl Teamkameraden als auch der Besitzer Leonard Tose ihr Mitgefühl aus. Während Kim gegen die Leukämie ankämpfte, starteten die Eagles Spendenaufrufe. Nach ihrer Heilung stellten die Eagles-Spieler fest, wie wirkungsvoll dieser Aufruf war, und setzten die Spendenaktion fort. Im Jahr 1972 wurde die Wohltätigkeitsaktion schließlich zu einer festen Tradition.
Die Eagles wandten sich an die Aktion McDonald’s Kinderhilfe. Diese besitzt über 200 Ronald McDonald-Häuser weltweit, die tausende Familien beherbergen. Die Aktion hatte Erfolg: 30 Jahre später wurden bereits über 6,5 Mio. Euro gespendet.

### Eagles Youth Partnership
Die Aktion Eagles Youth Partnership (EYP) richtet sich an die rund 50.000 Kinder und Jugendlichen aus Familien mit schlechteren Einkommen und wurde im Jahr 1995 gegründet. Zu diesem Zweck werden jährlich zwei Busse in die Region Greater Philadelphia geschickt. Während das „Eagles Eye Mobile“ Abschlussprüfungen anbietet, beinhaltet der zweite Bus, das „Eagles Book Mobile“ eine kleine Bibliothek. Die Aktion setzt sich allerdings auch für andere Dinge ein, wie z. B. das Erneuern von Spielplätzen. Zudem veranstaltet das Programm eigene Schachturniere.

### Eagles Autism Challenge
Ziel der Eagles Autism Foundation ist es, die Forschung von höchster Qualität und mit größtmöglicher Wirkung zu unterstützen, um Einzelpersonen mit und Familien von Kindern mit Autismus zu versorgen. Die Eagles haben auch einen Raum in ihrem Stadion, Lincoln Financial Field, um Menschen mit sensorischen Problemen (Lärm, Menschenmassen usw.) ein positives Erlebnis zu bieten. Der Raum wurde in der Saison 2019 eingeführt.

## Fans und Fehlverhalten
Die Philadelphia Eagles verfügen über eine breite Fanbasis, darunter auch Prominente wie der Schauspieler Will Smith. Heimspiele der Eagles sind stets ausverkauft und auf der Warteliste für Saison-Abos sind mittlerweile 60.000 Fans eingetragen. Auch in schlechteren Zeiten stehen die Fans zu ihrem Team. So konnte es trotz schlechter Leistungen während der Saison 2005 in der Nachfolge-Saison die zweithöchsten Merchandising-Einnahmen verbuchen. Generell gelten die Fans der Eagles als enthusiastisch und loyal, zeichnen sich allerdings auch teilweise durch ihr rüdes Verhalten aus. Ein bekanntes Beispiel ist der sogenannte Santa Claus Incident (deutsch in etwa: Weihnachtsmann-Vorfall) im Jahr 1968. Damals zeigten die Fans der Eagles klar ihren Unmut über die verkorkste Saison, indem sie zur Halbzeit lautstark pfiffen und einen als Weihnachtsmann verkleideten Mann mit Schneebällen bewarfen. Andere Vorkommnisse waren unter anderem:
- Bei einem Spiel gegen die Dallas Cowboys am 10. Dezember 1989 wurden nach einem Schneesturm die Tribünen nicht gesäubert. Die Folge waren zahlreich geworfene Schneebälle, Becher und schwerere Gegenstände auf Spieler sowie Trainer der Cowboys und auf Offizielle der NFL.[21] Aus diesem Grund wurden im darauffolgenden Spiel der Eagles Security-Personen geordert sowie der Verkauf von Bier eingestellt.[22]
- Während eines Monday-Night-Spiels am 10. November 1997 feuerte ein Fan eine Signalpistole ab, traf allerdings nur eine leere Tribüne. Das Spiel war sowohl von vielen Zwischenrufen der Schiedsrichter, als auch von einem sehr schlechten Spiel der Eagles geprägt.[23]
- In einem Spiel gegen den Division-Rivalen Dallas Cowboys verletzte sich der Wide Receiver der Cowboys, Michael Irvin, schwer; beim Versuch, einem Tackling auszuweichen, stieß er mit dem Kopf voran unglücklich auf den harten Kunstrasen des Stadions. Während Irvin zur Behandlung am Feld lag, begann der Großteil der Eagles-Fans zu jubeln.[24]

## Spieler

### Aktueller Kader
| Abkürzungen der Spieler-Positionen im American Football | Abkürzungen der Spieler-Positionen im American Football |
| ------------------------------------------------------- | --- |
| Offense                                                 | QB – Quarterback \| RB – Runningback \| FB – Fullback \| TE – Tight End \| E/WR – Wide Receiver \| T – Tackle \| G – Guard \| C – Center |
| Defense                                                 | DT – Defensive Tackle \| DE – Defensive End \| NT – Nose Tackle \| LB – Linebacker \| ILB – Inside Linebacker \| MLB – Middle Linebacker \| OLB – Outside Linebacker \| CB – Cornerback \| NB – Nickelback \| FS – Free Safety \| SS – Strong Safety |
| Special Teams                                           | K – Kicker \| P – Punter \| KS – Kicking Specialist \| KOS – Kickoff Specialist \| LS – Long Snapper \| RS – Return Specialist \| KOR/KR – Kick Returner \| PR – Punt Returner \| PP – Punt Protector                                                |

### Mitglieder in der Pro Football Hall of Fame
| Trikotnummer | Name                 | Position                     | Für Philadelphia Aktiv | Jahr der Aufnahme |
| ------------ | -------------------- | ---------------------------- | ---------------------- | ----------------- |
| –            | Bert Bell            | Besitzer, Funktionär Trainer | 1933–1940 1936–1940    | 1963              |
| 15           | Steve Van Buren      | RB                           | 1944–1951              | 1965              |
| 60           | Chuck Bednarik       | C, LB                        | 1949–1962              | 1967              |
| –            | Wayne Millner        | Trainer                      | 1951                   | 1968              |
| 53           | Alex Wojciechowicz   | C                            | 1946–1950              | 1968              |
| –            | Earle „Greasy“ Neale | Trainer                      | 1941–1950              | 1969              |
| 35           | Pete Pihos           | End                          | 1947–1955              | 1970              |
| 11           | Norm Van Brocklin    | QB                           | 1958–1960              | 1971              |
| 56           | Bill Hewitt          | End                          | 1937–39, 1943          | 1971              |
| 33           | Ollie Matson         | RB                           | 1964–1966              | 1972              |
| 54           | Jim Ringo            | C                            | 1964–1967              | 1981              |
| 9            | Sonny Jurgensen      | QB                           | 1957–1963              | 1983              |
| –            | Mike McCormack       | Trainer                      | 1973–1975              | 1984              |
| 89/98        | Mike Ditka           | TE                           | 1967–1968              | 1988              |
| 86           | Bud Grant            | DE, WR                       | 1951–1952              | 1994              |
| 10/12/14     | Tommy McDonald       | WR                           | 1957–1963              | 1998              |
| 80           | James Lofton         | WR                           | 1993                   | 2003              |
| 76           | Bob Brown            | T                            | 1964–1968              | 2004              |
| 92           | Reggie White         | DE                           | 1985–1992              | 2006              |
| 85           | Art Monk             | WR                           | 1995                   | 2008              |
| 95           | Richard Dent         | DE                           | 1997                   | 2011              |
| 80           | Cris Carter          | WR                           | 1987–1989              | 2013              |
| 87           | Claude Humphrey      | DE                           | 1979–1981              | 2014              |
| 20           | Brian Dawkins        | S                            | 1996–2008              | 2018              |
| 81           | Terrell Owens        | WR                           | 2004–2005              | 2018              |
| 17           | Harold Carmichael    | WR                           | 1971–1983              | 2021 a            |
| –            | Dick Vermeil         | Trainer                      | 1976–1982              | 2022              |
| 21           | Eric Allen           | CB                           | 1988–1994              | 2025              |

### Trikotnummern, die nicht mehr vergeben werden
| Nr. | Spieler         | Position   | Zeitraum  |
| --- | --------------- | ---------- | --------- |
| 5   | Donovan McNabb  | QB         | 1999–2009 |
| 15  | Steve Van Buren | HB         | 1944–1951 |
| 20  | Brian Dawkins   | S          | 1996–2008 |
| 40  | Tom Brookshier  | CB         | 1953–1961 |
| 44  | Pete Retzlaff   | RB, WR, TE | 1956–1966 |
| 60  | Chuck Bednarik  | LB, C      | 1949–1962 |
| 70  | Al Wistert      | T          | 1943–1951 |
| 92  | Reggie White    | DE         | 1985–1992 |
| 99  | Jerome Brown    | DT         | 1987–1991 |

### Eagles Hall of Fame
1987 wurde die Philadelphia Eagles Honor Roll eingeführt. In der Honor Roll werden alle verdienten Spieler und Offizielle der Eagles geehrt. Generell sind alle Spieler der Eagles Mitglied in der Honor Roll, die auch in die Pro Football Hall of Fame aufgenommen wurden. 2012 wurde die Honor Roll in Eagles Hall of Fame umbenannt. Das jüngste Mitglied in der Hall ist der ehemalige Runningback LeSean McCoy, der 2024 aufgenommen wurde.
| Eagles Hall of Fame |                                  |                      |                      |                            |
| Jahr der Aufnahme   | Trikotnummer                     | Name                 | Position             | Für Philadelphia Aktiv     |
| 1987                | 60                               | Chuck Bednarik       | C, LB                | 1949–62                    |
| 1987                | –                                | Bert Bell            | Besitzer, Funktionär | 1933–40                    |
| 1987                | 17                               | Harold Carmichael    | WR                   | 1971–83                    |
| 1987                | 56                               | Bill Hewitt          | End, DE              | 1936–39, 1943              |
| 1987                | 9                                | Sonny Jurgensen      | QB                   | 1957–63                    |
| 1987                | 33                               | Ollie Matson         | RB                   | 1964–66                    |
| 1987                | 31                               | Wilbert Montgomery   | RB                   | 1977–84                    |
| 1987                | –                                | Earle „Greasy“ Neale | Head Coach           | 1941–50                    |
| 1987                | 35                               | Pete Pihos           | End, DE              | 1947–55                    |
| 1987                | 54                               | Jim Ringo            | C                    | 1964–67                    |
| 1987                | 11                               | Norm Van Brocklin    | QB                   | 1958–60                    |
| 1987                | 15                               | Steve Van Buren      | HB                   | 1944–51                    |
| 1987                | 53                               | Alex Wojciechowicz   | C, DT                | 1946–50                    |
| 1988                | 66                               | Bill Bergey          | LB                   | 1974–80                    |
| 1988                | 25                               | Tommy McDonald       | WR                   | 1957–63                    |
| 1989                | 40                               | Tom Brookshier       | CB                   | 1954–61                    |
| 1989                | 44                               | Pete Retzlaff        | HB, End              | 1956–66                    |
| 1990                | 22                               | Timmy Brown          | RB                   | 1960–67                    |
| 1991                | 76                               | Jerry Sisemore       | T, G                 | 1973–84                    |
| 1991                | 75                               | Stan Walters         | T                    | 1975–83                    |
| 1992                | 7                                | Ron Jaworski         | QB                   | 1977–86                    |
| 1993                | 28                               | Bill Bradley         | S, P                 | 1969–76                    |
| 1994                | –                                | Dick Vermeil         | Head Coach           | 1976–82                    |
| 1995                | –                                | Jim Gallagher        | Team Executive       | 1949–95                    |
| 1995                | 82                               | Mike Quick           | WR                   | 1982–90                    |
| 1996                | 99                               | Jerome Brown         | DT                   | 1987–91                    |
| 1999                | –                                | Otho Davis           | Head Trainer         | 1975–95                    |
| 1999                | 1948 NFL Championship Mannschaft |                      |                      |                            |
| 1999                | 1949 NFL Championship Mannschaft |                      |                      |                            |
| 2004                | 76                               | Bob Brown            | T                    | 1964–68                    |
| 2005                | 47                               | Reggie White         | DE                   | 1985–92                    |
| 2009                | 70                               | Al Wistert           | T                    | 1943–51                    |
| 2009                | 12                               | Randall Cunningham   | QB                   | 1985–95                    |
| 2011                | 21                               | Eric Allen           | CB                   | 1988–94                    |
| 2011                | –                                | Jim Johnson          | DC                   | 1999–2008                  |
| 2012                | –                                | Leo Carlin           | Ticket Manager       | 1960–2015                  |
| 2012                | 20                               | Brian Dawkins        | S                    | 1996–2008                  |
| 2012                | 23                               | Troy Vincent         | CB                   | 1996–2003                  |
| 2013                | 5                                | Donovan McNabb       | QB                   | 1999–2009                  |
| 2015                | 36                               | Brian Westbrook      | RB                   | 2002–09                    |
| 2015                | 55                               | Maxie Baughan        | LB                   | 1960–65                    |
| 2016                | 54                               | Jeremiah Trotter     | LB                   | 1998–2001, 2004–2006, 2009 |
| 2016                | –                                | Merrill Reese        | Radio Play by Play   | 1977–heute                 |
| 2017                | 2                                | David Akers          | K                    | 1999–2010                  |
| 2018                | 59                               | Seth Joyner          | LB                   | 1986–93                    |
| 2018                | 96                               | Clyde Simmons        | DE                   | 1986–93                    |
| 2019                | 83                               | Bobby Walston        | WR, TE, K            | 1951–62                    |
| 2021                | 72                               | Tra Thomas           | T                    | 1998–2008                  |
| 2021                | 69                               | Jon Runyan           | T                    | 2000–2008                  |
| 2022                | 53                               | Hugh Douglas         | DE                   | 1998–2002, 2004            |
| 2022                | 58                               | Trent Cole           | DE, OLB              | 2005–2014                  |
| 2024                | 25                               | LeSean McCoy         | RB                   | 2009–2014                  |

## Trainer (Head Coaches)

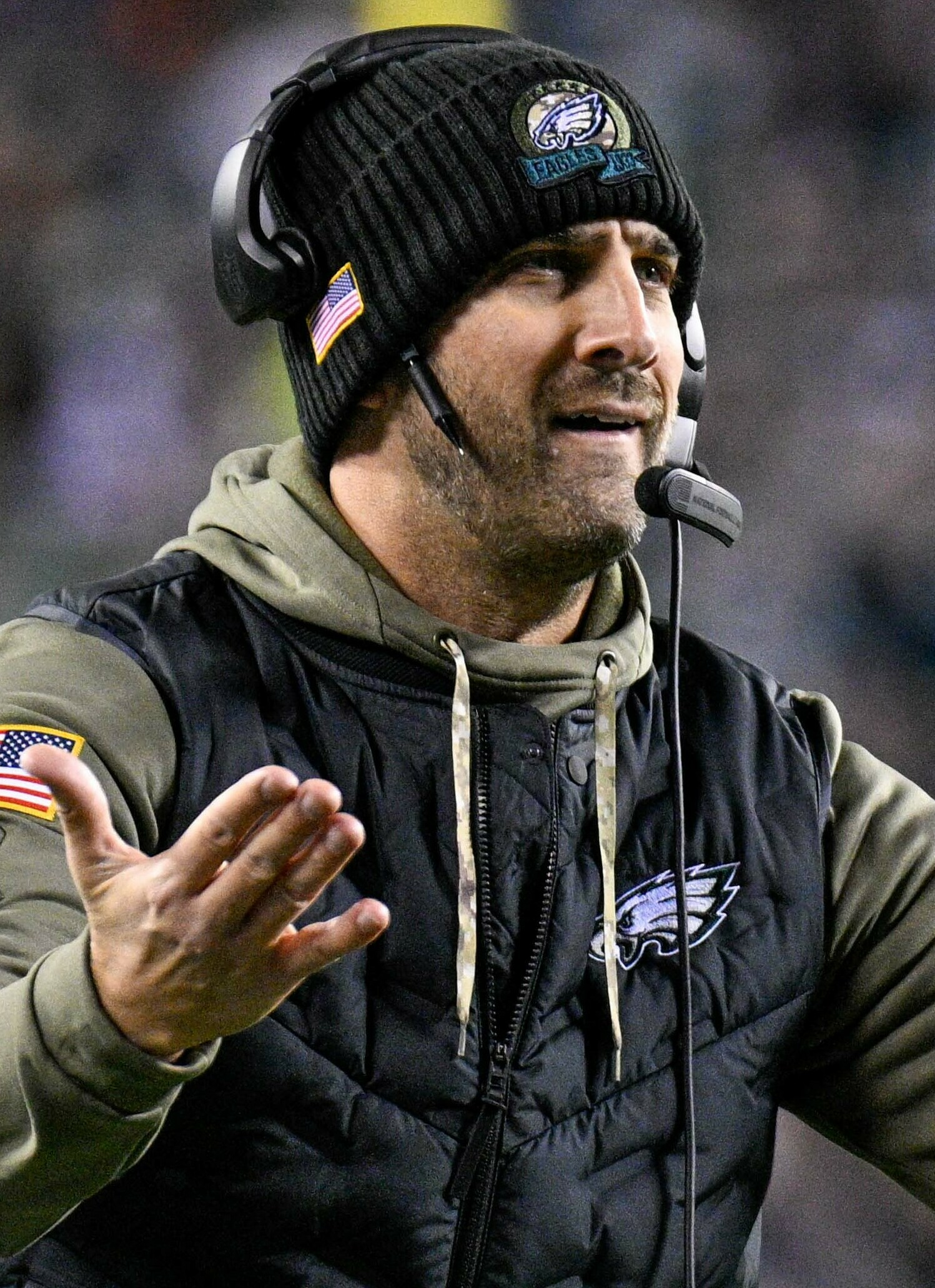
Nick Sirianni ist seit 2021 Headcoach der Philadelphia Eagles

Folgende Personen waren Coach der Philadelphia Eagles und bestritten ein oder mehrere Spiele (Stand: 5. März 2025).
| #         | Reihenfolge der Trainer                                                |
| Spiele    | Spiele als Trainer                                                     |
| S         | Siege                                                                  |
| N         | Niederlagen                                                            |
| UE        | Unentschieden                                                          |
| Gewonnen% | Siegquote                                                              |
| *         | Ausschließlich bei den Eagles/Steagles in der NFL als Head Coach aktiv |

| Philadelphia Eagles |                       |                 |                   |     |     |    |   |       |    |    |   | |        |
| 1                   | Lud Wray              | 1933            | 1935              | 31  | 9   | 21 | 1 | 0,300 | –  | –  | – | | [ 30 ] |
| 2                   | Bert Bell             | 1936            | 1940              | 56  | 10  | 44 | 2 | 0,185 | –  | –  | – | | [ 31 ] |
| 3                   | Earle „Greasy“ Neale* | 1941            | 1942              | 21  | 7   | 13 | 1 | 0,350 | –  | –  | – | | [ 32 ] |
| Steagles            |                       |                 |                   |     |     |    |   |       |    |    |   | |        |
| –                   | Greasy Neale*         | 1943 1          | 1943 1            | 10  | 5   | 4  | 1 | 0,556 | –  | –  | – | | [ 32 ] |
| 4                   | Walt Kiesling         | 1943 1          | 1943 1            | 10  | 5   | 4  | 1 | 0,556 | –  | –  | – | [ 33 ] |        |
| Philadelphia Eagles |                       |                 |                   |     |     |    |   |       |    |    |   | |        |
| –                   | Greasy Neale* 2       | 1944            | 1950              | 79  | 54  | 22 | 3 | 0,710 | 4  | 3  | 1 | Sporting News NFL Trainer des Jahres (1948) NFL Championships (1948, 1949)                                                           | [ 32 ] |
| 5                   | Bo McMillin 3         | 1951            | 1951              | 2   | 2   | 0  | 0 | 1,000 | –  | –  | – | | [ 34 ] |
| 6                   | Wayne Millner*        | 1951            | 1951              | 10  | 2   | 8  | 0 | 0,200 | –  | –  | – | | [ 35 ] |
| 7                   | Jim Trimble*          | 1952            | 1955              | 48  | 25  | 20 | 3 | 0,556 | –  | –  | – | | [ 36 ] |
| 8                   | Hugh Devore           | 1956            | 1957              | 24  | 7   | 16 | 1 | 0,304 | –  | –  | – | | [ 37 ] |
| 9                   | Buck Shaw             | 1958            | 1960              | 36  | 19  | 16 | 1 | 0,543 | 1  | 1  | 0 | UPI NFL Trainer des Jahres (1960) AP NFL Trainer des Jahres (1960) NFL Championship (1960)                                           | [ 38 ] |
| 10                  | Nick Skorich          | 1961            | 1963              | 42  | 15  | 24 | 3 | 0,385 | –  | –  | – | | [ 39 ] |
| 11                  | Joe Kuharich          | 1964            | 1968              | 70  | 28  | 41 | 1 | 0,406 | –  | –  | – | | [ 40 ] |
| 12                  | Jerry Williams*       | 1969            | 1971              | 31  | 7   | 22 | 2 | 0,241 | –  | –  | – | | [ 41 ] |
| 13                  | Ed Khayat*            | 1971            | 1972              | 25  | 8   | 15 | 2 | 0,348 | –  | –  | – | | [ 42 ] |
| 14                  | Mike McCormack        | 1973            | 1975              | 42  | 16  | 25 | 1 | 0,390 | –  | –  | – | | [ 43 ] |
| 15                  | Dick Vermeil          | 1976            | 1982              | 101 | 54  | 47 | 0 | 0,535 | 7  | 3  | 4 | Pro Football Weekly NFL Trainer des Jahres (1979) Sporting News NFL Trainer des Jahres (1979) UPI NFC Trainer des Jahres (1978)      | [ 44 ] |
| 16                  | Marion Campbell       | 1983            | 16. Dezember 1985 | 47  | 17  | 29 | 1 | 0,370 | –  | –  | – | | [ 45 ] |
| 17                  | Fred Bruney* 4        | 1985            | 1985              | 1   | 1   | 0  | 0 | 1,000 | –  | –  | – | | [ 46 ] |
| 18                  | Buddy Ryan            | 29. Januar 1986 | 8. Januar 1991    | 79  | 43  | 35 | 1 | 0,551 | 3  | 0  | 3 | | [ 47 ] |
| 19                  | Rich Kotite           | 8. Januar 1991  | 24. Dezember 1994 | 64  | 36  | 28 | 0 | 0,563 | 2  | 1  | 1 | | [ 48 ] |
| 20                  | Ray Rhodes            | 2. Februar 1995 | 28. Dezember 1998 | 64  | 29  | 34 | 1 | 0,460 | 3  | 1  | 2 | AP NFL Trainer des Jahres (1995) Sporting News NFL Trainer des Jahres (1995) UPI NFC Trainer des Jahres (1995)                       | [ 49 ] |
| 21                  | Andy Reid             | 11. Januar 1999 | 31. Dezember 2012 | 224 | 130 | 93 | 1 | 0,583 | 19 | 10 | 9 | AP NFL Trainer des Jahres (2002) Pro Football Weekly NFL Trainer des Jahres (2002) Sporting News NFL Trainer des Jahres (2000, 2002) | [ 51 ] |
| 22                  | Chip Kelly            | 16. Januar 2013 | 29. Dezember 2015 | 47  | 26  | 21 | 0 | 0,553 | 1  | 0  | 1 | | [ 52 ] |
| 23                  | Pat Shurmur 5         | 2015            | 2015              | 1   | 1   | 0  | 0 | 1,000 | –  | –  | – | | [ 53 ] |
| 24                  | Doug Pederson         | 18. Januar 2016 | 11. Januar 2021   | 80  | 42  | 37 | 1 | 0,531 | 6  | 4  | 2 | Super Bowl LII | [ 55 ] |
| 25                  | Nick Sirianni*        | 24. Januar 2021 | heute             | 68  | 48  | 20 | 0 | 0,706 | 9  | 6  | 3 | Super Bowl LIX | [ 56 ] |

## Bilanzen und Rekorde
Philadelphia Eagles/Zahlen und Rekorde stellt wichtige Rekorde bei den Eagles, die direkten Vergleiche mit den anderen American-Football-Teams, die Saisonbilanzen seit 1933 und die Erstrunden Draft-Picks seit 1936 dar.